# Le sei reincarnazioni di Ximen Nao
Le sei reincarnazioni di Ximen Nao (cinese semplificato: 生死疲劳; cinese tradizionale: 生死疲勞; pinyin: Shēngsǐ píláo, cioè La vita e la morte sono fatica) è un romanzo del 2006 dello scrittore premio Nobel cinese Mo Yan, pubblicato in Italia nel 2009 da Einaudi. Il libro è un romanzo storico che esplora lo sviluppo della nazione cinese durante la seconda metà del XX secolo, attraverso gli occhi un proprietario terriero giustiziato dai contadini durante la rivoluzione, che nei cinquanta anni successivi si reincarna in diversi animali della Cina rurale secondo la legge del karma. Il libro ha ricevuto critiche positive e negative, e nel 2009 ha permesso a Mo Yan di vincere il premio Newman per la Letteratura Cinese.
Dato il tono sarcastico della narrazione e le vicende che sceglie di raccontare, il romanzo rappresenta una brillante satira della Cina comunista.

## Trama
La narrazione copre un arco di tempo che va dal 1º gennaio 1950 al 31 dicembre 2000. Lo stesso autore, Mo Yan, utilizza delle autoreferenze durante tutto il romanzo, presentandosi alla fine dello stesso come uno dei personaggi principali.

### Parte prima. Le tribolazioni dell'asino
Nel corso della rivoluzione comunista, il proprietario terriero Ximen Nao, che vive nel villaggio di Ximen, nella zona a nordest di Gaomi (provincia dello Shandong), viene condannato a morte dopo un processo sui generis nel quale testimoniano contro di lui le sue due ex concubine. Fucilato sommariamente dai suoi contadini, Ximen Nao si ritrova nell'aldilà al cospetto di Re Yama, il re degli inferi, che lo tortura per indurlo a confessare il male fatto. Ritenendo di essere innocente, Nao chiede di essere rimandato sulla Terra per vendicarsi; viene accontentato ma per punizione si reincarna nel corpo di un asino, il 1º gennaio 1950.
Il padrone del somaro è Lan Lian, orfano abbandonato che egli stesso trovò moribondo e allevò per lavorare con sé; ha sposato Bai Yingchun, prima concubina di Ximen Nao, e alleva i suoi due figli Jinlong e Baofeng, che per opportunità hanno abbandonato il cognome del padre. Ben presto l'asino si affeziona ai padroni che lo considerano di famiglia, ma nel villaggio viene giudicato pericoloso perché morde e scalcia. Un giorno l'asino riesce addirittura a uccidere due feroci lupi che gli avevano teso un agguato e diventa famoso, ottenendo di diventare la cavalcatura del capo distretto Chen Guangdi. Il comandante della milizia popolare Huang Tong, che ha sposato la seconda concubina del padrone fucilato, vorrebbe costringere Lan a entrare nella Comune alla quale aderiscono tutti i contadini. 
Si avvicinano tuttavia tempi cupi, la politica ufficiale del Grande balzo in avanti che vorrebbe spingere al massimo l'industrializzazione nel paese provoca una grande carestia; i contadini assaltano la casa di Lan Lian, che lavora ancora come indipendente, e divorano l'asino.

### Parte seconda. L'ostinazione del toro
Questa parte è raccontata quasi esclusivamente dal punto di vista di Lan Jiefang, il figlio di Lan Lian.
Nel 1964, terminata la carestia, Lan Lian si reca al mercato con il figlio Jiefang e acquista un vitello, convinto dal suo sguardo che si tratti della reincarnazione del suo asino Nero. Naturalmente è proprio così: l'animale diventa grande e fortissimo ed è di valido aiuto al padrone che per caparbietà continua a rifiutarsi di aderire alla Comune popolare. Il suo atteggiamento provoca la ribellione di Jinlong e Baofeng, i figli di Ximen Nao ormai adulti, che lo abbandonano; non solo, il maschio diventerà uno dei principali attivisti politici del villaggio, estremamente duro nei confronti di Lan Lian. Tuttavia l'uomo, con l'ausilio del toro, riesce a mantenere la propria indipendenza dalla Comune grazie a un campo di piccole dimensioni.
A metà anni sessanta la vita politica della Cina è sconvolta dalla Rivoluzione culturale. Jinlong aiuta le Guardie Rosse giunte dalla città a esautorare e mettere alla berlina tutte le autorità di partito nel villaggio, e quasi provoca la cecità di Lan Lian. La presa di Jinlong sulle guardie rosse locali aumenta progressivamente, anche grazie a appoggi in città; in parallelo cresce la testardaggine di Lan Lian, finché Jiefang, affascinato dalle guardie rosse, cede e domanda al padre di aderire alla Comune. L'uomo rifiuta, ma lo lascia andare insieme al toro.
Il toro si mette in mostra fra tutti gli animali messi a lavorare sui campi, finché Jinlong, caduto in disgrazia e inviato a lavorare la terra, si trova a condurlo con l'aratro. L'animale si rifiuta categoricamente di lavorare, e a nulla valgono le frustate di Jinlong. Ridotto in fin di vita dalla furia degli uomini, il toro ritorna a morire sulla terra del suo padrone Lan Lian.

### Parte terza. I sollazzi del maiale
Ximen Nao si reincarna questa volta in uno dei maiali nell'allevamento della comune agricola, chiamato Zhu Sedicesimo. Forte e sano, e con tutta l'intelligenza delle precedenti reincarnazioni, Zhu fa venire Jinlong, riabilitato dopo la fine dei tempi turbolenti, per trasformare la comune di Ximen in un allevamento modello. Vengono acquistati centinaia di maiali selvatici, tra loro il grande avversario di Zhu Sedicesimo, vale a dire il sudicio Perfidio Terzo.
Dopo un periodo iniziale di successi a livello provinciale, l'allevamento viene messo in ginocchio dal rigido inverno del 1972, che provoca la morte di molti maiali. Un'altra disgrazia si abbatte sul villaggio di Ximen: Lan Jiefang esce temporaneamente di senno perché ha scoperto il fratellastro Lan Jinlong appartato in atteggiamento inequivocabile con la ragazza che egli ama, Huang Huzhu. Anche Jinlong finge di essere ammattito, e come rimedio gli anziani del villaggio combinano due matrimoni: Huang Huzhu viene data in moglie a Jinlong, e sua sorella Huang Hezuo si sposa con Jiefang.
Nel frattempo Zhu Sedicesimo rischia di essere evirato dal vecchio Xu Bao, che già lo aveva castrato quando era un asino, ma lo aggredisce e uccide; quindi fugge dall'allevamento, diventando il re dei maiali selvatici che prima si raccoglievano intorno a Perfidio Terzo, già scappato in precedenza. Tra i numerosi maiali, che hanno creato una vera e propria colonia su un'isola fluviale, e gli uomini si scatena una vera e propria guerra. Solo Zhu Sedicesimo riesce a sfuggire allo sterminio con armi automatiche e lanciafiamme.
Nel corso dell'inverno, il vecchio suino perde la vita nel fiume gelato dopo aver salvato dall'assideramento un gruppo di bambini caduti in acqua dal ghiaccio spezzato.

### Parte quarta. Lo spirito del cane
Ximen Nao si reincarna immediatamente in Quartino, un cucciolo di pastore tedesco nato in casa di Yingchun; la donna, che ormai ha raggiunto una certa età, restituisce i nipotini che fino adesso ha tirato su in casa propria ai figli e alle nuore, regalando a ogni bambino un cagnolino della cucciolata. È da questo osservatorio privilegiato che segue la storia d'amore del proprio padrone Lan Jiefang, che non ha mai voluto bene alla moglie che gli è stata imposta, e la libraia Pang Chunmiao, sorella minore del segretario zonale del Partito Comunista Cinese.
Quando sua moglie scopre il tradimento, intima alla ragazza di troncare subito la relazione, sotto la minaccia di rivelare tutto ai superiori di Jiefang. Malgrado l'uomo venga boicottato, discriminato e degradato, preferisce abbandonare la sicurezza del lavoro e del Partito. I due si rifugiano a Xi'an, ospitati dall'amico d'infanzia Mo Yan, che nel frattempo è diventato giornalista e si è trasferito in un'altra provincia. Tornano a casa al villaggio Ximen solo quando li raggiunge la notizia che Hezuo è in fin di vita per un tumore; poco dopo purtroppo anche Pang Chunmiao, incinta, viene investita da un'auto e uccisa.
Il cane Quartino muore di vecchiaia, molto anziano, contemporaneamente a Lan Lian.

### Parte quinta
La quinta parte rappresenta un epilogo narrato direttamente dal personaggio Mo Yan.
Reincarnatosi ancora una volta in una scimmia, Ximen Nao ritorna al villaggio insieme a Ximen Huan, figlio di Jinlong. L'ultima reincarnazione sarà nel bambino Lan Qiansui, ultimo nato della famiglia, al 1º gennaio 2001. Al termine del ciclo del karma, che per lui ha rappresentato una sorta di purgatorio, il protagonista si è spogliato del proprio desiderio di vendetta e il suo animo è pacificato.

## Personaggi
- Xīmén nào (西门闹), proprietario terriero fucilato durante la rivoluzione, si reincarna successivamente in cinque animali prima di tornare uomo:
  - Nero, la prima reincarnazione di Ximen Nao in un asino;
  - Toro Ximen, la seconda reincarnazione;
  - Zhu Sedicesimo, ultimo nato di una cucciolata di maiali;
  - Quartino, pastore tedesco di proprietà della famiglia di Ximen Jiefang;
  - una scimmia saltimbanco, di proprietà di Ximen Huan;
  - Lan Qiansui (Lan Mille Anni), il bambino dalla testa grossa; è la sesta e ultima reincarnazione di Ximen Nao e uno dei due narratori punti di vista del romanzo.
- Lán Liǎn (蓝脸, Faccia Blu), dipendente di Ximen Nao, poi contadino autonomo che rifiuta di entrare nella Comune; dopo la morte del padrone sposa la sua concubina Yingchun.
- Yíngchūn (迎春), Bái Yíngchūn, ex concubina di Ximen Nao e moglie di Lan Lian;
- Lán Jiěfàng (蓝解放), figlio di Lan Lian e Bai Yingchun, quando la madre è costretta a entrare nella Comune lui sceglie di rimanere a lavorare la terra con il padre.
- Huang Tong, capo della milizia popolare del villaggio Ximen, è l'uomo che ha giustiziato i proprietario terriero, poi ne ha sposato la seconda concubina Wu Qiuxiang.
- Wú Qiūxiāng (吴秋香), seconda concubina di Ximen Nao, durante il processo denuncia di essere stata violentata da lui.
- Ximen Jinlong (Lan Linlong, Drago d'oro), figlio di Ximen Nao e della concubina Yingchun, dopo la rivoluzione viene cresciuto da Lan Lian che ha sposato sua madre; aderisce alla Comune e diventa capo delle Guardie rosse di Ximen.
- Ximen Baofeng (Lan Baofeng,, Fenice preziosa), figlia di Ximen Nao e della concubina Yingchun, dopo la rivoluzione viene cresciuta da Lan Lian che ha sposato sua madre; diventa il medico del villaggio.
- Pang Hu, Eroe dell'esercito volontario. Direttore e segretario di partito del cotonificio n. 5 del distretto.
- Wang Leyun, moglie di Pang Hu.
- Pang Kangmei, figlio di Pang Hu e Wang Leyun.
- Pang Chunmiao, figlia di Pang Hu e di Wang Leyun. Prima amante di Lan Jiefang poi ne diventa la seconda moglie.
- Chang Tianhong, lavora a Ximen nella squadra per le "quattro pulizie". Durante la rivoluzione culturale è vicepresidente del comitato rivoluzionario distrettuale, poi vicedirettore della compagnia di opera dei gatti del distretto.
- Ma Liangcai, insegnante e preside nella scuola elementare di ximen.
- Lan Kaifang, figlio di Lan Jiefang e di Huang Hezuo. Vicecomandante del posto di polizia della stazione del capoluogo del distretto.
- Pang Fenghuang, figlia di Pang Kangmei e di chang Tianhong. Ximen jinlong è suo padre naturale.
- Ximen Huan, figlio adottivo di Ximen Jinlong e di Huang Huzhu.
- Ma Gaige, figlio di Ma Liangcai e di Ximen Baofeng
- Hong Taiyue, Capo del villaggio Ximen, responsabile della cooperativa rurale e segretario del partito.
- Chen Guangdi, Capo circoscrizione, poi promosso capo distretto. Amico di Lan Lian.
- Bái shì (白氏) nome da nubile Bai Xing'er, nome da sposata Ximen Baishi (“donna Bai sposata Ximen”), è la moglie di Ximen Nao; dopo la sua esecuzione cadrà in disgrazia, verrà trattata da controrivoluzionaria.
- Perfidio Terzo, maiale selvatico che viene portato all'allevamento di Ximen.
- Huang Huzhu, figlia di Huang Tong e Wu Qiuxiang, moglie di Ximen Jinlong
- Huang Hezuo, figlia di Huang Tong e Wu Qiuxiang, moglie di Lan Jiefang
- Mo Yan, lo scrittore inserisce una sorta di alter ego di se stesso, che riassume ironicamente una serie di caratteristiche negative.

## Critica
Le sei reincarnazioni di Ximen Nao ha ottenuto generalmente recensioni molto favorevoli, sebbene alcuni critici abbiano sottolineato che lo stile narrativo sia a tratti difficile da seguire. Lo storico della Cina britannico Jonathan Spence lo ha descritto come "un romanzo follemente visionario e creativo, che si scimmiotta e riarrangia costantemente e stupisce il lettore con i commenti interni a se stesso. Questa è politica come patologia... una storia vasta, crudele e complessa". Steven Moore, giornalista di The Washington Post, ha scritto che esso è "una panoramica tristemente divertente della storia recente della Cina... Mo Yan offre una visione dell'ideologia comunista e del capitalismo predatorio che noi ignoriamo a nostro rischio e pericolo". Questo 'goffo animale di una storia', come lui la chiama, unisce il fascino di una saga familiare contrapposta ad eventi tumultuosi alla bravura tecnica del romanzo innovativo". In effetti il ciclo di reincarnazioni del protagonista è una metafora della vita dei contadini cinesi, che a partire dalla metà del secolo scorso hanno dovuto trasformarsi in bestie da soma, mentre una normale opposizione tra interessi di diversi corpi sociali è stata drammatizzata e trasformata in violenta lotta di classe. Senza rovesci di fortuna, è la tesi dell'autore, senza sofferenza, non si può comprendere il valore della democrazia e del progresso sociale.
Il traduttore inglese del romanzo, Howard Goldblatt, l'ha nominato per il Premio Newman per la Letteratura Cinese nel 2009, scrivendo che "esso dona una faccia umana (e frequentemente bestiale) alla rivoluzione, ed è pieno di humour nero, inserzioni metafisiche e fantasie che i lettori di Mo Yan hanno imparato ad aspettarsi e godersi". La Kirkus Book Reviews ha chiamato il romanzo "una commedia nera epica... questa lunga storia non ristagna mai; l'autore schiera sapientemente narrative parallele e ricollezionate, e fa un ampio uso comico di se stesso definendosi uno scribacchino indiscreto e votato solo alla carriera alle cui versioni degli eventi importanti, ci assicura, non deve esser data fiducia. Mo Yan è un mordente satirico Rabelesiano, e nella pienezza chiassosa del romanzo sono presenti anche echi del Tristram Shandy di Laurence Sterne". L'autore sostiene che questo romanzo risente anche dell'influenza della letteratura classica cinese, della cui lettura si è nutrito in gioventù.
A un livello più profondo, il romanzo contiene anche un preciso discorso sulla memoria. Le reincarnazioni dovrebbero pulire l'animo di Ximen dall'attaccamento alle cose materiali, liberarlo dal passato e dal desiderio di vendetta; al contrario, lui vuole ricordare a tutti i costi e riottenere ciò che gli è stato tolto ingiustamente. Il ciclo delle reincarnazioni lenisce effettivamente il suo desiderio di rivincita, non grazie all'amnesia bensì alla condizione di testimone di cinquant'anni di storia.